# Leon Schiller
Leon Schiller sau Leon Schiller de Schildenfeld (n. 14 martie 1887, Cracovia, Austro-Ungaria – d. 25 martie 1954, Varșovia, Polonia) a fost un regizor polonez de teatru și film, precum și critic și teoretician de teatru. De asemenea, a scris scenarii de teatru și radio și a compus muzică. S-a născut la Cracovia (pe atunci Krakau) sub stăpânirea austriacă în timpul împărțirilor străine ale Poloniei, într-o familie de origine austriacă care a fost înnobilată de împărăteasa Maria Tereza.
Schiller a devenit celebru pentru punerea în scenă a piesei Dziady (Străbunii) a lui Adam Mickiewicz în 1934 la Teatr Polski (Teatrul Polonez) din Varșovia. Acesta a fost pusă în scenă și la Lwów (acum Liov; 1932), Wilno (acum Vilnius; 1933), precum și la Sofia în Bulgaria (1937).

## Carieră

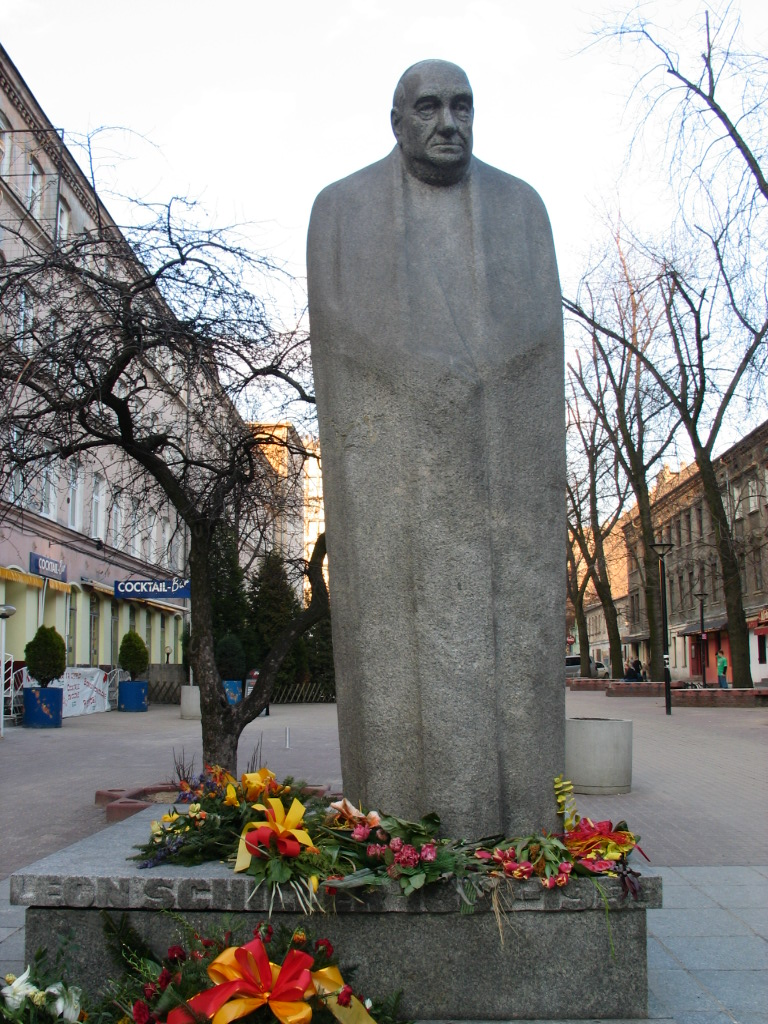
Statuia lui Schiller din Łódź, Polonia

Schiller a absolvit Universitatea Jagiellonă din Cracovia în filozofie și literatură poloneză. A studiat și la Sorbona în Paris. A debutat ca un cântăreț în cabaretul Zielony Balonik⁠(d) (Balonul Verde) din Cracovia (1906) și ca regizor de teatru la Teatrul Polonez din Varșovia (Teatr Polski, 1917). A fost director artistic al Teatrului Ateneum (1932-1934), ridicându-i reputația ca una dintre vocile principale pentru noua intelectualitate a Poloniei în perioada interbelică. Schiller a colaborat cu următoarele teatre din Varșovia:
- Teatr Wielki (Teatrul Mare)
- Teatr Rozmaitości (Teatrul de Varietăți din Varșovia)
- Teatr Mały (Teatrul Mic)
- Teatr Polski (Teatrul Polonez)
- Teatr Reduta
- Teatr Ateneum (Teatrul Ateneum).[16]

De asemenea, a colaborat cu teatre din Łódź și Lwów. Din 1930 până în 1932, a fost director artistic și de teatru la Teatrele Wielki (Mare), Rozmaitości (Varietăți) și Mały (Mic) din Varșovia. La Lwów și-a dezvoltat propriul concept de „teatru monumental”, referitor la producția de mari opere romantice: Kordian⁠(d) (1930), Dziady (Ajunul strămoșilor, 1932) și Sen Srebrny Salomei (Visul de argint al Salomeei, 1932). Munca lui Schiller în Lwów a durat sporadic până în 1939.
Munca sa ca regizor a inclus 29 de drame și câteva zeci de producții de vodevil și operetă. În 1933 a condus departamentul regizoral la Institutul National de Arte Teatrale.
La 29 iunie 1908, Schiller a inițiat o corespondență cu actorul englez, regizorul de teatru, scenograful și teoretician al dramei, Edward Gordon Craig⁠(d). Împreună cu scrisoarea sa, Schiller i-a trimis lui Craig, la Florența, eseul său, „Dwa teatry” („Două teatre”), tradus în engleză de Madeline Meager. Craig a răspuns imediat, acceptând eseul pentru a fi publicat în revista sa internațională de teatru, The Mask. Acesta a fost începutul unei colaborări productive între cei doi regizori de teatru proeminenți, care și-au prezentat reciproc scrierile teoretice cititorilor străini.

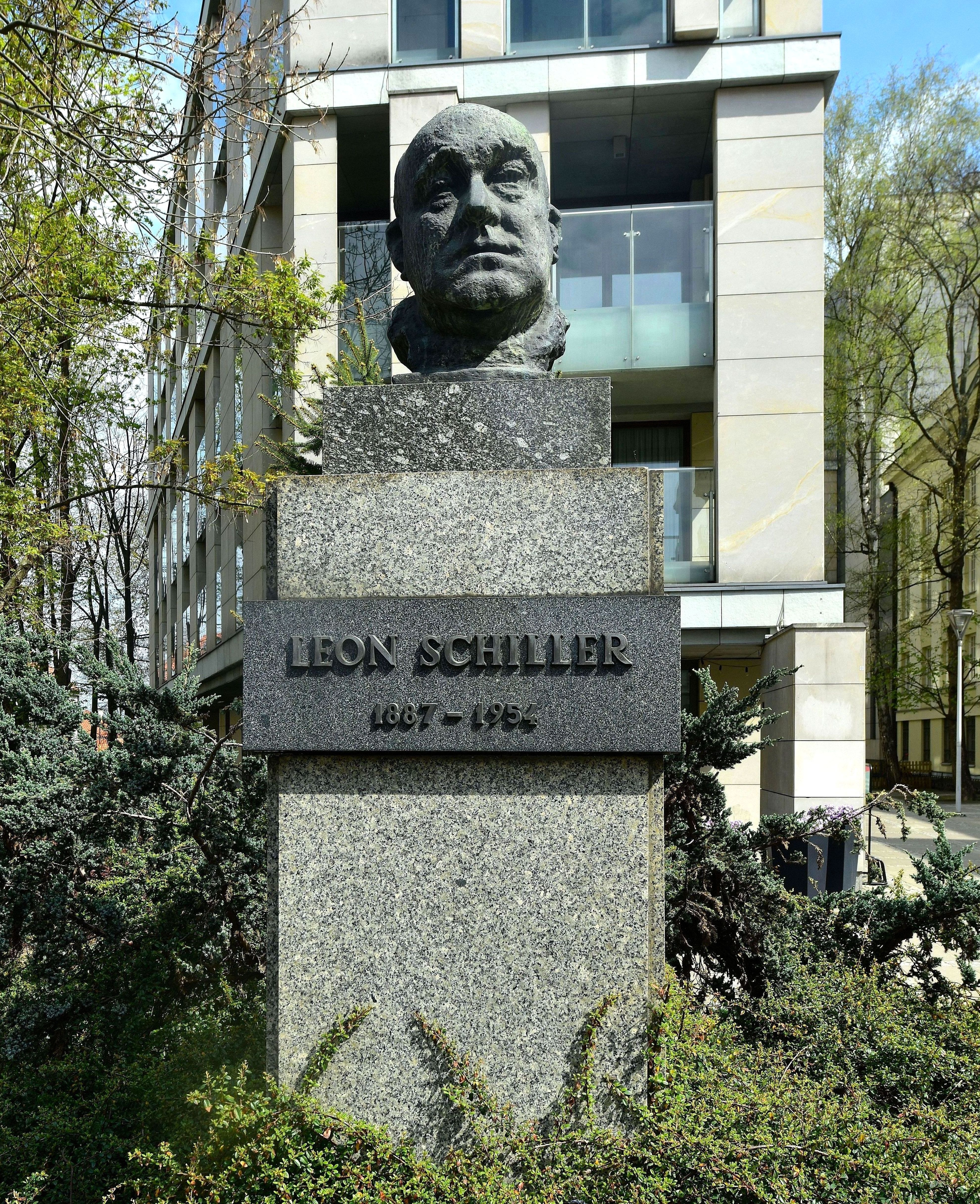
Bustul lui Leon Schiller lângă Teatr Polski din Varșovia

### Al Doilea Război Mondial

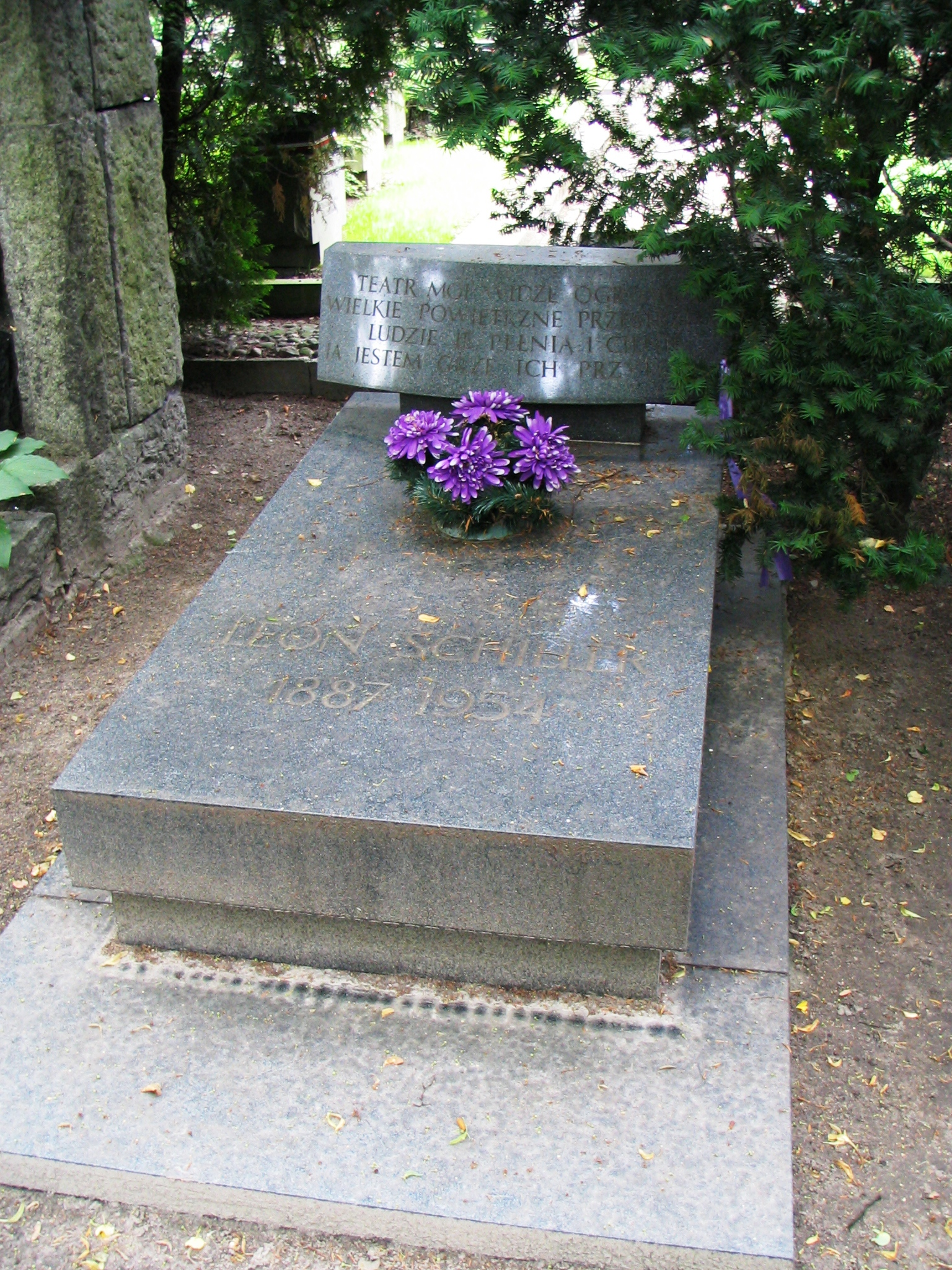
Mormântul lui Schiller, cimitirul Powązki, Varșovia

În timpul celui de-Al Doilea Război Mondial, ca parte a măsurilor represive germane, după ce actorul colaborator german Volksdeutsche Igo Sym a fost împușcat de un membru al rezistenței poloneze (la 7 martie 1941), Schiller a fost trimis în închisoarea Pawiak⁠(d) și la Auschwitz-Birkenau. În mai 1941, a fost răscumpărat de sora sa, Anna Jackowska, cu 12.000 de zloti pe care i-a primit pe bijuteriile ei.
După război, în 1946–1949, Schiller a fost președintele Școlii Naționale de Teatru din Łódź (Państwowa Wyższa Szkoła Teatralna w Łodzi). În 1952 a fondat publicația Pamiętnik Teatralny (Memoria teatrului).
A murit în 1954, la vârsta de 66 de ani, la Varșovia.

## Lucrări
Eseuri:
- Teatr Ogromny (Teatrul Monumental), 1961
- U progu nowego teatru (În pragul noului teatru), 1978

Scenarii de interpretare:
- Pastorałka (Pastorală), 1931
- Kram z piosenkami (Un stand de cântece), 1977

Producții „monumentale”:
- Samuel Zborowski, 1927
- Kordian, 1934
- Dziady, 1934
- Nie-Boska Komedia (Comedia nedivină), 1938

Zeittheater - producții pe probleme sociale actuale:
- Opera za trzy grosze (The Three-Penny Opera), 1929
- Krzyczcie Chiny (Plângi, China!), 1938
- Kapitan z Koepenick (Căpitanul din Koepenick⁠(d)), 1932

Muzicaluri:
- Dawne Czasy w Piosence, Poezji i Zwyczajach (Vremurile vechi în cântece, poezii și obiceiuri), 1924
- Bandurka (Bandora), 1925
- Kulig (Plimbare cu sania), 1929